# Ryan Gage
Ryan Gage (ur. 17 stycznia 1983) – brytyjski aktor filmowy, telewizyjny, teatralny i głosowy, były aktor dziecięcy.

## Wybrana filmografia

### Filmy
| Rok  | Tytuł                      | Rola           |
| ---- | -------------------------- | -------------- |
| 1995 | Sędzia Dredd               | Młody złodziej |
| 2013 | Hobbit: Pustkowie Smauga   | Alfrid         |
| 2014 | Hobbit: Bitwa Pięciu Armii | Alfrid         |

### Seriale
| Rok       | Tytuł                             | Rola             |
| --------- | --------------------------------- | ---------------- |
| 2006      | Przekręt                          | Billy            |
| 2009      | Szpital Holby City                | Russell Cobden   |
| 2011      | Życie w Hollyoaks                 | Johnny           |
| 2014–2016 | Muszkieterowie                    | król Ludwik XIII |
| 2017      | Czerwony karzeł                   | Adolf Hitler     |
| 2019      | Endeavour: Sprawy młodego Morse’a | Ludo Talenti     |

## Gry komputerowe[2]
| Rok  | Tytuł                          | Rola           |
| ---- | ------------------------------ | -------------- |
| 2014 | Final Fantasy XIV: Heavensward | Charibert      |
| 2015 | Bloodborne                     | Micolash, Tłum |